# Ludwig Waldmann
Ludwig Waldmann (* 8. Juni 1913 in Fürth; † 9. Februar 1980 in Erlangen) war ein deutscher Physiker, der auf dem Gebiet der statistischen Physik von Nichtgleichgewichtssystemen arbeitete.

## Leben
Nach dem Abitur studierte Ludwig Waldmann in München und Göttingen Mathematik und Physik. 1938 promovierte er bei Arnold Sommerfeld an der Universität München zum Dr. phil. mit der Arbeit Über eine Verallgemeinerung der Boltzmann`schen Abzählungsmethode auf das van der Waals’sche Gas. Von 1937 bis 1939 war er Assistent von Sommerfeld am Institut für Theoretische Physik und von 1939 bis 1943 von Klaus Clusius am Institut für Physikalische Chemie der Universität München. Von 1943 bis 1954 arbeitete er am Kaiser-Wilhelm-Institut für Chemie und dem nachfolgenden Max-Planck-Institut für Chemie: 1943/44 in Berlin, von 1944 bis 1949 in Tailfingen und von 1949 bis 1954 in Mainz.
1954 wurde er zum Wissenschaftlichen Mitglied des Max-Planck-Instituts (MPI) für Chemie in Mainz ernannt. 1963 erhielt er den Lehrstuhl für Theoretische Physik an der Universität Erlangen-Nürnberg, er blieb aber Auswärtiges Wissenschaftliches Mitglied des MPI.
1974 war er in der Forschungsgruppe für Molekülphysik von Jan Beenakker und Hein F. P. Knaap an der Universität Leiden tätig. 1978 wurde er emeritiert. Seit 1979 war er ordentliches Mitglied der Bayerischen Akademie der Wissenschaften. Er war Ehrendoktor der Universität Leiden. Von 1966 bis 1972 vertrat er die Bundesrepublik in der IUPAP-Kommission für Thermodynamik und Statistische Mechanik.
Waldmann leistete bahnbrechende Beiträge zur Klärung verschiedener Effekte in der Thermodynamik irreversibler Prozesse, durch die weitere theoretische und experimentelle Untersuchungen angeregt wurden. So untersuchte er den Diffusionsthermoeffekt, die damit einhergehende Druck- und Temperaturabhängigkeit sowie die Onsagerschen Reziprozitätsbeziehungen. Für quantenmechanisch wechselwirkende Systeme erweiterte er 1957 die Boltzmann-Gleichung. Diese Gleichung ging später in die wissenschaftliche Literatur als Waldmann-Snider-Gleichung ein, da sie der kanadische Physiker R. F. Snider etwas später ebenfalls ableitete. In einem Artikel für das Handbuch der Physik fasste Waldmann 1958 den damaligen Stand der kinetischen Gastheorie und deren experimentelle Anwendung zusammen. Er hatte entscheidenden Anteil an der Entwicklung von Verfahren zur Lösung der Waldmann-Snider-Gleichung und der Anwendung der kinetischen Theorie auf Transportphänomene bei Anwesenheit äußerer magnetischer und elektrischer Felder (Senftleben-Beenakker-Effekte).